# Bernard Hendrik Huibert Ravenswaay
Bernard Hendrik Huibert Ravenswaay (Batavia, 14 januari 1841 – Den Haag, 5 juni 1924) was een ambtenaar in Nederlands-Indië die vooral bekend is geworden als resident van Madioen  op Java. Daarnaast was hij actief bij de Indische Bond en actief in de suikerhandel.

## Jeugd en opleiding
Bernard werd geboren op 14 januari 1841 te Batavia of Weltevreden als zoon van Hendrik Ravenswaay, militair apotheker bij het Koninklijk Nederlandsch-Indisch Leger, en Raden Ajoe Soelimah, een inlandse vrouw uit Koedoes. In 1842 verlaat zijn moeder het gezin en trouwt in 1843 met Mas Reksokoesoemo waarmee zij een zoon Soepratiknjo krijgt. Bernard volgt zijn opleiding in Nederland, wat gebruikelijk was bij een Indo-Europeaan. Hij was 13 jaar toen hij vergezeld door zijn vader van Indië naar Nederland ging. Hij werd op 2 september 1854 ingeschreven bij de Kweekschool voor de Zeevaart op de IJgracht 22 in Amsterdam. Hij had vakken als Hollands, Frans, Engels en scheepswerk. Op 3 augustus 1855 krijgt hij de eerste prijs in de eerste klasse schoolonderwijs. Op 14 juni 1856 werd hij aangenomen tot lidmaat der Nederlandse Hervormde gemeente door dr. Sluijter. Op 1 augustus 1856 krijgt hij de eerste prijs in de tweede klasse schoolonderwijs.
Tijdens zijn schooltijd heeft hij ook een paar zeereizen meegevaren. Op 4 oktober 1856 ging hij onder leiding van kapitein Hazenwinkel met het schip de Castor naar Java. Hij kwam weer terug in Nederland aan op 22 november 1857.
Op 31 juli 1857 bekomt hij de eesten prijs in de derde klasse schoolonderwijs. Hij was toen in de functie van scheepskijker en huidenkoper.
Op 18 april 1858 ging hij onder leiding van kapitein Gerrebrands met het schip de Vesta naar Batavia. Hij kwam weer terug in Nederland op 6 maart 1859.
Hij werd op 9 maart 1859 eervol uit dienst ontslagen. Hij was toen 18 jaar oud. Vanaf april 1859 woonde hij in het zeemanshuis op hoogte van de Kadijk 425.

## Carrière in Indië
Wanneer hij precies terug naar Indië is gegaan is niet bekend. Wat wel bekend is, blijkt uit een interview jaren later. Hij zou rond 1866 als klerk werkzaam zijn geweest in Riouw op het eiland Bintan. Zijn vader werkte in Padang, Sumatra en besloot om ambtenaar te worden. Hij nam de boot naar Batavia en deed daar examen. Volgens hetzelfde interview als hierboven genoemd werd hij door de examinatoren zeer onderschat, vanwege zijn etnische achtergrond en het feit dat hij als klerk het grootambtenaarexamen wilden doen. Hij slaagde in examen A op 5 januari 1866 en werd op 2 januari 1867 benoemd tot commies der derde klasse. In december van dat jaar werd hij benoemd tot 'ambtenaar ter beschikking bij de landelijke inkomsten en kultures op Java'.
Op 22 maart 1869 werd hij benoemd tot secretaris van de plaatselijke schoolcommissie te Ambarawa, in de residentie Semarang. In september van dat jaar kreeg hij ook nog de leiding der statistieke opname van Java. Op 19 januari 1870 vertrok hij en nam hij dus ontslag bij de schoolcommissie.
In maart 1870 werd hij bevorderd tot controleur der tweede klasse en benoemd tot chef van het kadastraal statistiek bureau in de residentie Japara. In juni 1870 verbleef hij in Hotel Du Pavillon in Semarang. Daar wordt hij Ravenswaay van Koedoes genoemd, wat waarschijnlijk de plaats zal zijn geweest waar hij controleur was.

## Huwelijk en kinderen
Hij trouwde op 22 maart 1871 te Semarang met Catharina Adelaine van Bronckhorst, telg van de Indische tak van de familie van Bronckhorst. Hij was 30, zij was 16. Met haar kreeg hij voor zover bekend 8 kinderen:
1. Theodora Hendrika Ravenswaay op 2 januari 1872 te Pati
2. Adelaine Huibertine Ravenswaay op 26 april 1873 te Semarang
3. Hendrik Ravenswaay op 14 juli 1874 te Semarang
4. Adelaine Ravenswaay op 28 april 1876 te Semarang
5. Gerardine Ravenswaay op 22 januari 1878 te Semarang
6. Willem Theodorus Ravenswaay 1 december 1879 Leiden
7. Gerrit Ravenswaay op 7 februari 1885 te Tjilatjap
8. Marie Antoinette Ravenswaay op 16 november 1887 te Bodjonegoro

## Carrière als hoofdambtenaar
Op 2 april 1873 werd hij lid van de plaatselijke schoolcommissie te Pati in de residentie Japara. Op 19 april werd hij echter benoemd tot chef van het kadastraal statistiek bureau in de residentie Semarang. In datzelfde jaar kreeg hij de opdracht om twee manuscripten over de Krimoorlog van het Maleis naar het Nederlands te vertalen. Volgens hem stonden de stukken vol onzin en het zou jaren duren voordat hij de manuscripten moest terug brengen, maar hij was ze kwijt geraakt. We weten dat in 1876 zijn reiskosten f 213,72 bedroegen.
Op 4 mei 1875 werd hij bevordert tot controleur der eerste klasse op voorwaarde dat hij chef van het kadastraal bureau zou blijven. In februari 1876 werd hij tijdelijk belast met het bestuur van Kendal tot de benoeming van de nieuwe assistent-resident. In juni 1878 ging hij met tweejarig verlof naar Nederland wegens 'ziekte'. Hij vertrok in juni 1878 met het schip de Noach I naar Nederland. Hij ging naar Leiden, waar hij letteren en wijsbegeerte ging studeren. Op 24 mei 1881 vertrokken ze met het schip de St. Hampton van Rotterdam terug naar Indië.
Op 18 juli 1881 werd hij weer benoemd tot controleur der eerste klasse na lange tijd op non-actief te hebben gestaan. Op 19 augustus 1881 werd hij benoemd tot controleur in de residentie Bezoeki. De maand daarop werd hij benoemd tot assistent-resident van Tassik-Malaya in de Preanger regentschappen. Hij moet tijdelijk het bestuur van Soekapoera hebben overgenomen, want op 7 augustus 1883 kreeg hij daar f 500 voor betaald.
Op 27 februari 1884 werd hij benoemd tot assistent-resident van Tjilatjap in de residentie Banjoemas, tevens vendu-meester aldaar. In december van dat jaar kreeg hij een loonsverhoging van f 50, waardoor hij f 650 per maand ontving. Op 4 april 1885 was Ravenswaay ziek, waarna hij verlof vroeg om naar Soekaboemi te gaan, waarna het bestuur van Tjilatjap tijdelijk werd waargenomen door de controleur van Madjenang J.N. Laboor.

## De Bodjonegorose zaak
Vanaf 5 juli 1886 was hij assistent-resident van Bodjonegoro in de residentie Rembang. Hier heeft hij naam gemaakt als de regentenfresser. Bodjonegoro stond bekend als een stad waar veel rovers waren en waar veel moorden werden gepleegd, nog steeds heerst er grote armoede. In 1888 werd de patih van Bodjonegoro bevorderd tot regent van Ngawi, waarna er een vacature vrij kwam. Ravenswaay benoemde vervolgens Mas Reksokoesoemo (Soepratiknjo), zijn halfbroer, tot patih. Hier kreeg hij problemen met de regent van Bodjonegoro, Raden Mas Toemenggoeng Tirtonoto II. Reksokoesoemo werkte hard om orde op zaken te stellen. Ravenswaay deed een voorstel aan de resident Grooss van Rembang om Tirtonoto oneervol uit lands dienst te ontslaan. Grooss wilde dit echter niet doen. Ravenswaay gaf Grooss een ultimatum: Bernard zou 14 dagen doorbrengen in Buitenzorg, dan moest Grooss de beslissing nemen. Of Tirtonoto eruit, of Ravenswaay eruit. Reksokoesoemo had spionnen vanuit Ambarawa die hadden gezien dat Tirtonoto actief was als bankier bij gokpraktijken. Hij ging met behulp van de resident Grooss en de controleur Arntzenius naar de plaats waar de assistent-wedono's op de dag dat ze hun loon kregen, hun geld gingen verdobbelen. Daar zat inderdaad Tirtonoto als bankier en chinezen als geldschieters. Dit was voldoende om de regent te ontslaan. Reksokoesoemo stuurde alles wat hij ontdekt had naar Ravenswaay in Buitenzorg.
Reksokoesoemo werd tot waarnemend regent benoemd. Ravenswaay zou tegen hem hebben gezegd dat hij later wellicht tot regent zou kunnen worden benoemd, alleen niet van Bodjonegoro. Ravenswaay zou zelf spijt hebben gehad dat hij Reksokoesoemo ooit tot patih had benoemd, omdat er verscheidenen moordpogingen op hem zijn geweest. Maar de patih was populair bij de Europese bevolking en hij wist veel over de gang van zaken. De patih van Djombang werd benoemd tot regent van Bodjonegoro maar hij kreeg een beroerte en overleed na, in naam, vier maanden regent te zijn geweest. Reksokoesoemo bleef dus regent en ontving de titels Raden en Adipati. Op 25 januari 1889 ging Ravenswaay met tweejarig verlof naar Europa wegens ziekt, waarna hij in Bodjonegoro werd vervangen door C.J. de Jaager.

## Assistent-resident van Toeban
Hij vertrok rond 2 maart 1889 met het schip S.S. Amalia naar Nederland samen met zijn vrouw en 8 kinderen. Hij werd in oktober 1890 benoemd tot assistent-resident van Toeban in de residentie Rembang. Ditmaal diende hij echter onder de resident A.C. Uljee, met wie hij het goed kon vinden. Ravenswaay was van plan om de regent van Toeban, Raden Toemenggoeng Pandji Tjitrosomo, te laten ontslaan. Dit lukte.

## Korte tijd als resident van Bantam
Op 2 maart 1892 werd hij benoemd tot resident van Bantam. Bantam was het minst betrouwbare gewest van Java. Er was een paar jaar voor zijn aantreden een opstand geweest waarbij doden waren gevallen. Enkele opstandelingen werden veroordeeld, maar de grote basen werden niet gestraft of werden zelfs beloond. Daarbij werd de belastingen ook nog eens verlaagd. Er was sprake van moslim extremisme wat de kop in moest worden gedrukt, ze stelde de kranten het in die tijd.
Zijn benoeming bracht een rilling in het inlands bestuur teweeg. Hij werd 'de regentenfresser' genoemd. Hij had een reputatie verworven, hij was niet bang om foute ambtenaren te ontslaan. Hij zal zijn benoeming als steun voor zijn werkwijze hebben gezien. De wegen, waterleidingen en desa’s waren vervallen, maar na Ravenswaay's zijn benoeming deden de inlandse ambtenaren hun best om het zo snel mogelijk in orde te krijgen.
Er vond zich ook een schandaal plaats. De oud-regent van Serang vierde zijn dochters bruiloft op 9 juli, echter was 9 juli de dag waarbij veel Europeanen zijn gestorven tijdens een opstand van de Bantamse bevolking. De Europeanen van Bantam zagen dit dus als een feestviering op een herdenkingsdag. De oud-regent weigerde de datum te verzetten.
Tijdens zijn bestuur heeft hij een stokje gestoken voor de emigratie van Chinezen naar Bantam, dit omdat Chinezen toen vooral "deelde in sluikhandel, illegale koffiehandel en de handel in opium. Daarbij fungeerde ze vaak als geldschieters". Er stond een corps gewapende politieagenten, maar Ravenswaay wilde hen vervangen door kleine detachementen infanterie.

## Resident van Madioen
Al in oktober 1892 gingen er geruchten dat hij naar Madioen overgeplaatst zou gaan worden en dat de heer Velders terug zou komen. Op 29 oktober van dat jaar reisde hij af naar Buitenzorg om daar de gouverneur-generaal Aart van der Wijck in te lichten van de situatie in Bantam.
In november 1892 werd hij inderdaad overgeplaatst naar Madioen. Ravenswaay zijn voorstanders zagen hierin een keuze tegen bemoeienis met het moslimextremisme en de onveilige staat van Bantam. Op 20 november 1892 vertrok hij met zijn vrouw en drie van zijn kinderen met het S.S. de Carpentier naar Semarang om later naar Madioen te vertrekken.
in Madioen zetten hij zich in tegen de illegale boskap en tegen die illegale koffiehandel. Het Nederlandse plan was om alle handel van koffie via de Nederlanders zou gaan. Echter mochten koffiebonen wel in gebakjes worden verwerkt waardoor er een maas ontstond waardoor de maatregelen niets hadden uitgepakt. Daarbij was er ook een actieve opiumhandel in de residentie. In november 1893 werd bekend dat de welbekende Tangoelangische club in de opium pacht zat en dat vanaf het volgende jaar de chinees K.K.S. aan het hoofd van de Kongsie zou komen te staan. Hier kon Ravenswaay goed aan doen.
Het jaar daarop besloot de directeur van het binnenlands bestuur, de heer Uljee op te stappen. Er gingen geruchten rond dat Ravenswaay die positie zou gaan bekleden, maar hier bleek niks van waar te zijn.
In november 1895 nam hij ontslag als resident. Dit was een schok voor velen en er gingen verschillende theorieën de rondte over de rede van dit ontslag. Zo zou hij ontslagen zijn omdat de G.G. liever blanken ambtenaren had, of hij zou de reorganisatie van Mullemeister in de weg hebben gezeten. De echte rede van zijn ontslag werd iets later bekendgemaakt. Een tijd geleden merkte hij op dat de inlandse vorsten eigenaardige uitgaven deden en dat de regent Broto di Ningrat het goed met de opiumpachter kom vinden. Die regent had een hekel aan Nederlanders, maar hij haatte Ravenswaay nog meer omdat hij dan nog liever gecommandeerd werd door een Nederlander dan door een halve Javaan. Ravenswaay liet een chinees de boeken door kijken en het bleek dat vier inlandse vorsten f 1000 per maand van de opiumpachter kregen. Ravenswaay stapte hiermee naar de G.G. en de regering die hem vertelde niet genoeg bewijs te hebben ondanks het feit dat hij een schuldbekentenis had van de regent aan de opiumpachter. Ravenswaay voelde zich door de regering tegengewerkt, hij werd langzaam in het afdoen van papieren en hij besloot uiteindelijk om met pensioen te gaan. De mensen waren verbaasd dat hij werd tegengewerkt door de G.G. terwijl die hem juist boven andere tot resident had bevorderd. Het hielp ook niet bepaald dat de regent Broto di Ningrat de protegé was van de heer Mullemeister, die de baas van over de reorganisatie. Ravenswaay kon het met beide slecht vinden.
Er werd op grandioze wijze afscheid van hem genomen in Madioen. Al om 10 uur vertrokken tal van rijtuigen naar het station om hem nog een laatste vaarwel te zeggen. Voor het station stond een detachement prajoerits om de aan hem verschuldigde eerbetoon te tonen. Het perron vulde zich met bijna alle Europese ingezetenen, evenals de regent en verdere inlandse hoofden. Ook de hoofdpanghoeloe en de Chinese officieren waren aanwezig. Ravenswaay verscheen om half elf met zijn familie waarna het volkslied werd gespeeld. Na elkaar te hebben begroet kwam de secretaris jhr. Cornets de Groot aan het woord. Hij bedankte Ravenswaay voor alles wat hij voor Madioen had gedaan, namens de ambtenaren en particulieren. Verder omschreef hij Ravenswaay als een eenvoudige, humane en kundige ambtenaar. Ook Catharina Adelaine ontving veel lof voor de gezelligheid die zij met zich meebracht. Ze maakte geen onderscheid tussen rijk of arm, hooggeplaatst of onbelangrijk. Iedereen genoot in het residentiehuis van dezelfde gastvrijheid. Vervolgens kwam Ravenswaay aan het woord. Hij was duidelijk geraakt en bedankte met weinig doch gevoelvolle woorden de aanwezigen voor de aan zijn familie en hem bewezen sympathie. Toch was hij teleurgesteld in zijn bestuur, hij was namelijk nog niet klaar. Het publiek riep drie keer "Leve resident Ravenswaay en familie", waarna de muziek van het Wilhelmus klonk. De familie stapte in de coupe die voor hun vertrek klaarstond. Catharina Adelaine en haar dochter (Waarschijnlijk Marie Antoinette) ontvingen boeketten. Toen de trein vertrok begon het muziekkorps te spelen

## Pensionering en latere banen
In Madioen werd hij vervangen door H.W. van Ravenswaay (die overigens na een jaar al weer werd vervangen). In januari 1896 werd de hoogte van zijn pensioen bekend gemaakt; hij kreeg f 5250 per jaar. Echter was hij nog niet klaar met de regent. Op de dag van Ravenswaay zijn vendutie kwam Broto di Ningrat bij hem binnen met zijn kris scheef achter zijn rug, wierp zijn sloffen uit en betoogde, met beide handen demonstrerend: 't is zijn eigen schuld. Waarom heeft hij mij tot vijand gemaakt.' Of dit echt zo gegaan is is niet bekend, dit stond pas in 1900 in de krant en kan daardoor zijn aangedikt.

#### President van de Indische bond
Na zijn pensioen werd hij lid van de Indische bond en werd in augustus 1900 zelfs tot president benoemd. Daarnaast zat hij in de commissie die toezicht hield op het Bondsblad. De bondswinkel liep echter niet zo goed, er waren namelijk veel schuldeisers. In november was er een grote conferentie van de bond waarbij Ravenswaay ook aan het woord kwam. Hij had het vooral over dat er vroeger een manier was omstaan om in Indië een opleiding te volgen tot ambtenaar of ingenieur, maar dat het tegenwoordig moeilijk is voor Indische jongens een bestaan te vormen. Er was haat naar het moederland. Onderwijs is cruciaal in de ontwikkeling van een volk en de scholen in Indië waren nog niet op peil.
Er bestaat een verhaal over zijn tijd als President. Er werd een kort artikel voor de tweede keer in het blad opgenomen. Ravenswaay sprak de man die de stukken wegbracht en noemde het 'malligheid' dat er twee keer eenzelfde artikel was gepubliceerd. Daarnaast gaf hij hem verschillende brieven om in de editie van morgen te zetten. Toen de beste man hem vertelde dat hij niet wist of dat nog mogelijk was zei Ravenswaay tegen hem "Wat zijn dat weer voor praatjes... U is redacteur". Toen de redacteur hem vertelde dat het helemaal geen praatjes waren zei Ravenswaay dat hij daar niet kan doen had en liep weg. Niet echt vleiend.
Op 14 december 1900 legde hij het voorzitterschap neer om op 21 maart 1901 weer tot president te worden gekozen.
Op 9 november 1902 werd hij lid van de raad van toezicht op de postspaarbank van Nederlands-Indië.
In 1905 deed hij uitspraak in de krant over de regent van Bodjonegoro, Reksokoesoemo, die hij nog van daar kende. Hij beschreef hem als een zeer goede vriend voor wie hij al meerdere keren in de bres had willen springen. Als er iemand niet corrupt was, dan was het Reksokoesoemo. En Ravenswaay moet gelijk gehad hebben want Reksokoesoemo ging pas in 1914 met pensioen.
Op 19 juli 1905 nam hij ontslag als lid van de commissie voor onderzoek naar de verminderde welvaart van inlanders op Java en Madoera. Wellicht hield deze positie verband met zijn positie bij de postspaarbank.
Op 14 februari vertrok hij met het S.S. van Riebeeck naar Soerabaja.
In december 1906 werd hij benoemd tot secretaris van het algemeen syndicaat van suikerfabrikanten op Java. Hij heeft dus niet bepaald stilgezeten. Hij schreef zelf een stuk over de geschiedenis van de suikerindustrie in Oost-Indië.

## Laatste jaren
Hij heeft ook in België gewoond na zijn pensioen en was of daar of in Indië. Hij woonde in Brussel of in een stad daar dichtbij, zijn vrouw Catharina Adelaine van Bronckhorst overleed namelijk op 13 juli 1913 te Uccle (of Ukkel) nabij Brussel. Op 1 juni 1915 verhuisde hij van Brussel naar Den Haag. België was echter al in 1914 door de Duitsers bezet, dit heeft hij dus waarschijnlijk meegemaakt waarna hij in 1915 naar Nederland is gevlucht. Hij woonde van 1 juni tot 14 augustus 1915 in de Zoutmanstraat 53 b en 14 augustus 1915 tot 9 oktober 1916 in de Hollanderstraat 64 in Den Haag. Hij verhuisde daarna naar Bergen in Noord-Holland. Hij verhuisde op 2 mei 1918 weer terug naar de Hollanderstraat 64 in Den Haag. Hij verhuisde een laatste keer op 13 januari 1919 naar de Obrechtstraat 484.
Hij overleed uiteindelijk op 5 juni 1924 in Den Haag. Zowel de kranten in Nederland als in Indië stonden vol met het overlijden van de 'oud-resident van Madioen'. Hij werd begraven op begraafplaats oud eikenduin de zaterdag daarop. Ze vertrokken om 11.00 uur vanaf het rooms-katholieke ziekenhuis aldaar. Voor zover bekend ligt hij daar nog steeds begraven, alleen staat er geen steen meer.